# Villa Fridheim

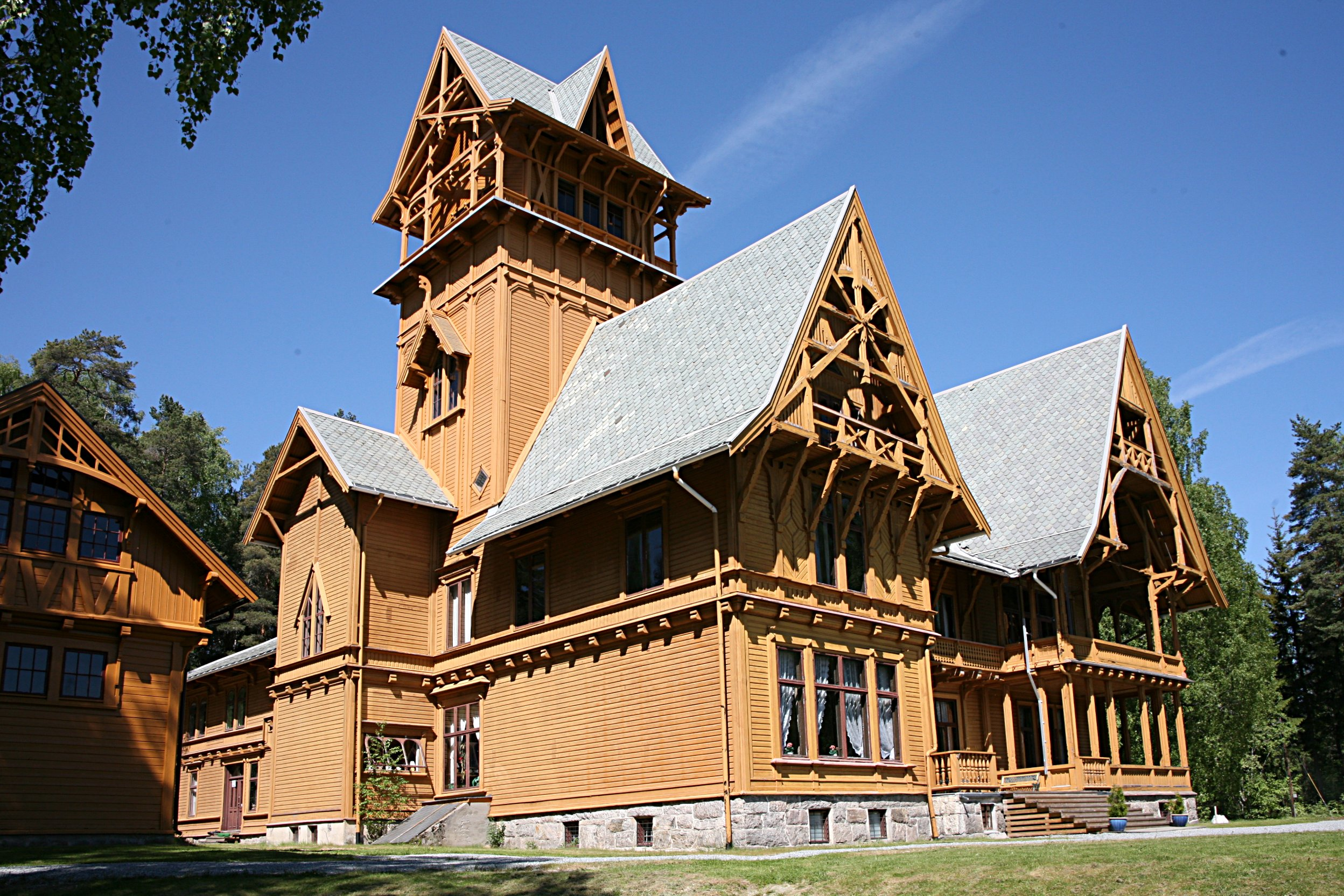
Villa Fridheim.Foto: John Erling Bladll

Die Villa Fridheim befindet sich auf der Insel Bjørøya, in der norwegischen Gemeinde Krødsherad und entstand zwischen 1890 und 1892 während der Nationalromantik. Das Gebäude ist im Schweizerstil mit Elementen des Drachenstils entworfen und beherbergt heute ein Märchenmuseum. Das Museum beschäftigt sich hauptsächlich mit der Sammlung, der Erzähler und Herausgeber Peter Christen Asbjørnsen und Jørgen Moe.

## Bauwerk
Der Architekt Herman Major Backer entwarf das Haus für den Holzhändler Svend Haug aus Drammen. Das Bauwerk wurde in einer für die Zeit in Norwegen typischen Fachwerkbauweise, dem reisverk, errichtet und hat zwei Geschosse mit großen Dachgauben Richtung Süden und einem Turm im Südwesten. Das Gebäude ist asymmetrisch und wirkt zusammengesetzt. Es hat ungewöhnlich große Dimensionen, deren 1.000 Quadratmeter sich auf die zwei Hauptgeschosse, einen Keller, das Dachgeschoss und den Turm verteilen. Ursprünglich hatten alle Giebel eine dreiteilige, hölzerne Giebelspitze, deren Mittelpartie genauso lang, wie das Erdgeschoss hoch war. Das Haus bekam dadurch einen starken Ausdruck. Die mächtigen Balken erscheinen durch die Größe des Hauses schlank und filigran. Das  Dach ist mit Schiefer gedeckt.
| „Villa Fridheim skilte seg ut og var en sjeldenhet også innenfor sin egen tidsepoke. Bygningene fra 1892 er representanter for en akademisk stil, en blanding av historisme og romantikk skapt direkte på arkitektens tegnebord for et meget eksklusivt og velhavende klientell. Anlegget er en videreføring av landstedstradisjonen fra 1700- og tidlig 1800-tall. Her kan man se rester etter et parkanlegg som ble anlagt etter forbilder fra engelske landskapsparker. Plasseringen av bygningene er influert av romantikken, der bygningene for den tilreisende plutselig kommer til syne, forsvinner og dukker opp igjen. Når man kjører nedover langs Krøderen, sees Villa Fridheim, nærmest som et Soria Moria slott, eller som stavkirken i Tidemann og Gudes Brudeferden i Hardanger.“ – Riksantikvarens vurdering av kulturminnet |  | „Die Villa Fridheim war eine Besonderheit in ihrer eigenen Epoche. Das Gebäude repräsentiert den Akademischen Stil; eine Mischung aus Historismus und Romantik entsprang dem Zeichenbrett des Architekten direkt für eine sehr exklusive und wohlhabende Klientel. Die Anlage ist eine Weiterführung der Landhaustraditionen des 18. und 19. Jahrhunderts. Hier kann man die Reste einer Parkanlage sehen, die nach den Vorbildern des englischen Landschaftsgartens angelegt wurden. Die Platzierung des Gebäudes ist von der Romantik beeinflusst, in der Gebäude für den Anreisenden plötzlich zum Vorschein kommen, verschwinden und wieder auftauchen. Wenn man bergab entlang Krøderen fährt, kann man die Villa Fridheim wie das (Märchen-)Schloss Soria Moria oder wie die Stabkirche in Adolph Tidemand und Hans Fredrik Gude Brudeferden in Hardanger sehen.“ – Riksantikvarens Anforderungen an das Kulturdenkmal |

Das Haus sollte als Landsitz für den Holzhändler und seine Frau Thea dienen, doch Haug verstarb 1891 noch während der Bauarbeiten. Nach Abschluss der Arbeiten zog die Witwe mit ihren Kindern dauerhaft in das Haus ein. Nach Jahren baute die Familie das Haus zum Hotel um, doch kurz danach verkauften sie es.
Das Hotel war von 1914 bis 1960 in Betrieb. Danach stand es leer und verfiel. Das Außenhaus war die ganze Zeit bewohnt.

## Innenausstattung

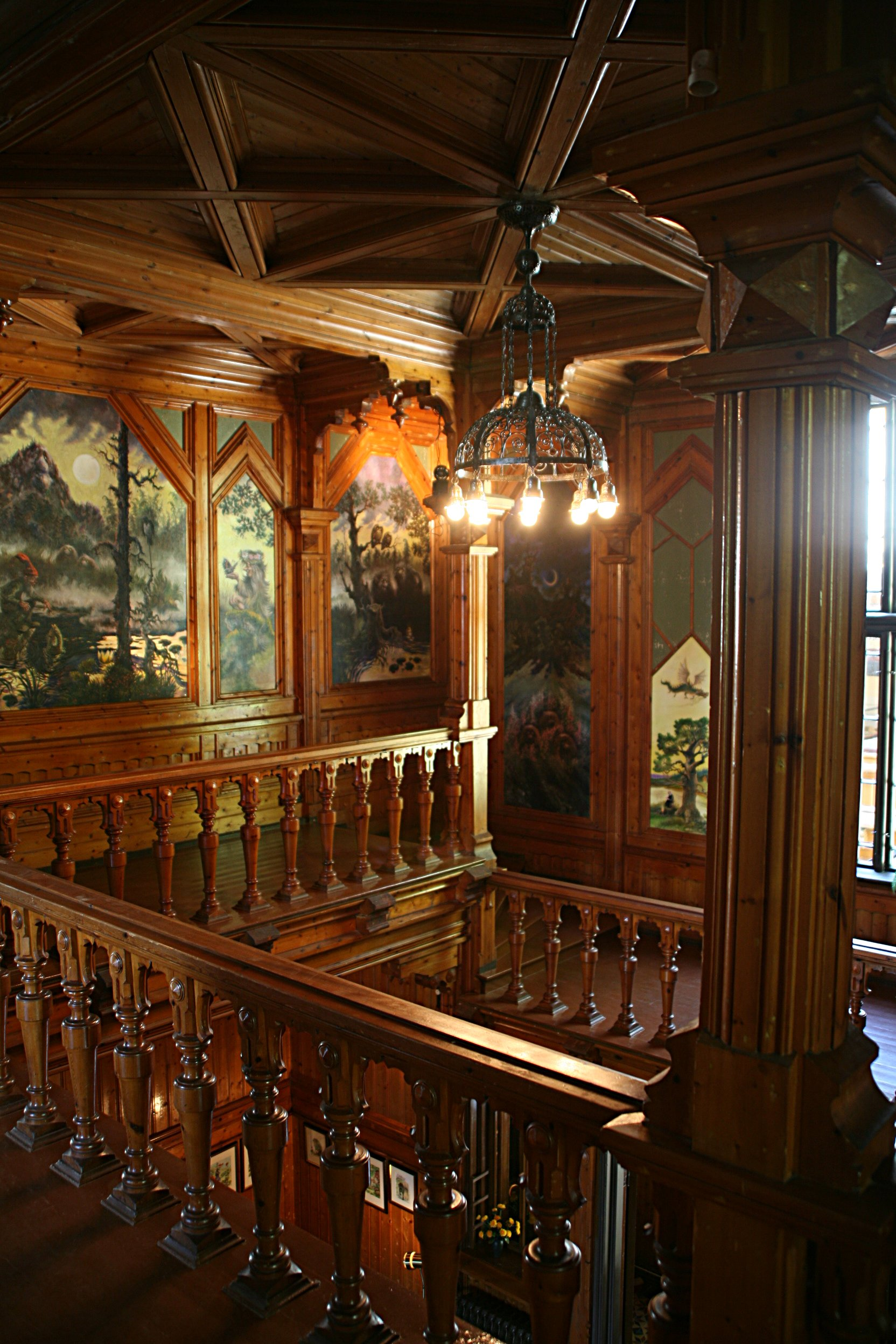
Treppenaufgang mit Ölmalereien von Egil Torin Næsheims

Das Treppenhaus ist original erhalten, nur die Märchenmalereien sind später eingefügt worden. Das Riksantikvar sieht es als Besonderheit in der norwegischen Architekturgeschichte an. Die originalen Möbel sind nicht erhalten. Dennoch stammen der Kachelofen und die Heizungen, die im Winter noch im Gebrauch sind, sowie die Türgriffe und Lampen noch aus der Bauzeit.

## Die Villa wird zum Museum
Nach Jahren des Verfalls wollte man das Gebäude während einer Feuerwehrübung zerstören, doch ein Widerstand, mit dem damaligen Bürgermeister an der Spitze, verhinderte die Aktion. Nachdem der Märchenerzähler Moe Kaplan in Krødsherad und der Olberg Kirche wurde, kam man auf die Idee, in dem Haus ein Märchenmuseum einzurichten. Das Museum hat die Zeichnungen des Architekten Backer ausgestellt, in denen die Gebäude der Villa und andere Entwürfe, bspw. der Jakobskirche in Bergen, zu sehen sind. Der Plan des Haupthauses der Villa ist leider verschwunden.

## Denkmalschutz
Durch eine Anfrage der Besitzer an die Denkmalschutzbehörde, dem Riksantikvar, wurde das Gebäude im Jahr 2006 unter Schutz gestellt. Der Schutz umfasst das Hauptgebäude, das Nebengebäude und das nähere Gelände um die beiden Gebäude mit dem Garten im Osten. Des Weiteren sind die äußeren und inneren Hauptelemente des Hauptgebäudes sowie deren Raumaufteilung und die Baumaterialien geschützt, ebenso alle Oberflächen mit dem Dekor, Fenstern, Türen, Zargen und Leisten und dem festen Inventar, beispielsweise den Kaminen.

## Trivia
Drei Staffeln der Fernsehserie Soria Moria wurden von 2000 bis 2001 in der Villa gedreht.